# NGC 4803
NGC 4803 (другие обозначения — MCG 2-33-36, ZWG 71.73, ZWG 43.69, PGC 44061, HRS 282) — галактика в созвездии Девы.
В галактике не обнаружено излучения от нейтрального водорода и нет данных о поле скоростей или о кривой вращения. Галактика относится к компактным.
Этот объект входит в число перечисленных в оригинальной редакции «Нового общего каталога».